# スコットランド法
スコットランド法（スコットランドほう：英: Scots law）は、スコットランドの法体系である。大陸法と英米法の要素が混合した混合的法体系であるとされており、その起源を辿ると数多くの異なる歴史的起源に行き着く。イングランド法および北アイルランド法とともに、連合王国の3つの法体系のうちの1つである。スコットランド法は、一定の要素を他の2つの法体系と共有するが、他方で独自の起源と制度も有している。
11世紀より前の初期のスコットランド法を構成していたのは、当時この国に居住していた様々な文化的グループの異なる法的伝統の混合であった。すなわち、ピクト人、ゲール人、ブリトン人、アングロ・サクソン人およびノース人である。11世紀以降の封建制の導入と、スコットランド王国の拡大が、スコットランド法の現代的な起源をなしたが、これは徐々に他の（特にヨーロッパ大陸の）法的伝統の影響を受けた。スコットランド法へのローマ法の間接的な影響はあったものの、ローマ法の直接的な影響は15世紀頃まではごくわずかであった。その後、ローマ法はしばしば法廷の弁論において、紛争を解決するための現地スコットランドのルールが欠けている場合に、適応させた形で採用されるようになった。ローマ法は、こうして部分的にスコットランド法に受容された。
スコットランド法は、4つの法源を認めている。すなわち、制定法、判例、特定の学術書および慣習である。スコットランドに影響する制定法は、スコットランド議会、連合王国議会、欧州議会および欧州連合理事会によって議決される。1707年より前のスコットランド議会において制定された制定法の一部は今もなお有効である。
1707年イングランドとの連合法以降、スコットランドはイングランドおよびウェールズと立法府を共通としていた。スコットランドは境界以南とは依然として基本的に異なる法体系であったが、この連合により、イングランドの影響がスコットランド法に及ぶようになった。近年においては、スコットランド法に影響を及ぼしてきたものとして、EU法（欧州連合基本条約に基づく）、欧州人権条約（欧州評議会の加盟国により締結）の要請、およびスコットランド議会がある。スコットランド議会は、ウェストミンスターの議会に留保されていないあらゆる分野について制定法を議決することができ、その詳細は1998年スコットランド法（en:Scotland Act 1998）において規定されている

## 法域としてのスコットランド
連合王国という国は、3つの法域から構成されている。すなわち、(a) イングランドおよびウェールズ、(b)スコットランドならびに(c)北アイルランドである。スコットランド法、イングランド法および北アイルランド法の間で大きく違うのは、例えば財産法、刑法、信託法、相続法、証拠法および親族法であるが、他方で大きく類似しているのは国益に関する分野で、例えば、商事法、消費者の権利、租税、労働法および衛生安全規制がある。
これらの法域間のより重要な実務的な違いを挙げると、行為能力（legal capacity）が与えられる年齢（スコットランドでは16歳、イングランドでは18歳）、スコットランドにおける刑事裁判は15名の陪審員を要し（イングランドでは12名）、常に単純多数決により決せられること、被告人は刑事裁判において裁判官か陪審かを選ぶ権利を有せず、刑事裁判における裁判官および陪審員は「証明されず（en:not proven）」という第3の評決を下すことができること、そして衡平法がスコットランド法の一部門としては存在しないことがある。

## 歴史
スコットランド法の初期の始まりを辿ると、スコットランドの初期の諸文化から連合王国の3つの法域のうちの1つとしての現代的役割に至るまでの数多くの異なる文化制度に行き着く。スコットランド法の様々な歴史的起源には、慣習、封建法、カノン法、ローマ法およびイングランド法があり、これらが混合的な法体系を創り上げた。
11世紀より前のスコットランド法の本質は、大いに推測をはらむものであるが、おそらくは、当時この地に居住していた異なる諸文化を代表する異なる法的諸伝統の混合であった。例えば、ケルト人、ウェールズ人、アイルランド人、ノース人およびアングロ・サクソン人の慣習である。17世紀になっても、ハイランドおよび島嶼部（en:Highlands and Islands）の婚姻法は、ケルト人の慣習をなお反映したものでカトリックの宗教原則に違反したものであったことを示す証拠もある。スコットランド王国の成立および同王国による周辺諸文化の征服（カラムの戦い（en:Battle of Carham）により完成。）によって、現代のスコットランド本土の境界がおおよそ形成された。アウター・ヘブリディーズが1263年のラーグズの戦い（en:Battle of Largsによって加えられ、北方諸島（en:Northern Isles）が1469年に取得され、スコットランドの今日の法域が完成した。
11世紀以降、封建制が徐々にスコットランドに導入され、封建的土地保有（en:feudal land tenure）が南部および東部の大部分に対して形成され、やがて北方にも広がった。封建制がスコットランドにおいて発展し始めるにつれ、初期の裁判所制度が発展し始めた。州裁判所（en:Sheriff Court）の初期の形態などである。
ロバート・ブルースの下で、スコットランド議会の重要性が増し、彼は議会をより頻繁に招集するようになり、また、議会の構成も、自由都市（en:burgh）やより小規模な土地所有者の代表者をも含むようになった。1339年には、一般評議会（General Council）が、王は「彼の臣民が法による奉仕を受ける」ため翌3年間において少なくとも年に1度議会を開催せねばならない旨を定めた。1318年には、スクーンにおいて議会は古い慣行を参考に法典を制定したが、そのほとんどは当時の事案により占められており、軍事的事項と戦争の遂行に集中していた。
14世紀以降は、現存する初期のスコットランドの法律文献の例を見ることができ、例えば、「Regiam Majestatem」（国王裁判所の手続について）や「Quoniam Attachiamenta」（バロン（baron）裁判所の手続について）がある。これらの重要なテキストの両方が、その手本としたローマ法とユス・コムーネ（en:jus commune）から挿入されまたは発展させられた条項を有しており、これらの2つの起源がスコットランド法に及ぼした影響を実証している。
ジェームズ1世王の治世からジェームズ5世王までの間、法曹の発端が発展し始め、民刑事の司法行政は中央集権化された。この期間、スコットランド議会は通常年次ベースで招集され、その議員はさらに定義された。現在の民事上級裁判所（en:Court of Session）の進展は、その歴史を辿ると、15世紀から16世紀初期にかけて、司法行政のみを取り扱う王会（King’s Council）から進展した王の特別な顧問団が設置されたことに行き着く。1528年には、この機関に選任されなかった王会議員（Lords of Council）はその傍聴席から排除されることとなり、さらにこの機関こそが4年後の1532年に最高法院（College of Justice）となったのである。
1707年連合法（en:Act of Union 1707）によりスコットランド王国とイングランド王国が統合されてグレート・ブリテンが形成された。同法第19条により、最高法院（College of Justice）、民事上級裁判所（Court of Session）および刑事上級裁判所（en:Court of Justiciary）が、スコットランドにおいて引き続き権限を有することが確認された。しかしながら、第3条により、スコットランド議会はイングランド議会（en:Parliament of England）に統合されてグレート・ブリテン議会（en:Parliament of Great Britain）を形成することとなり、これはロンドンのウェストミンスター宮殿に置かれた。
グレート・ブリテン議会は、現在では、公権、政策および民政に関する法改正については制限を受けないが、私権に関しては、対象事項がスコットランド内において明らかに有用となる改正のほかは認められない。スコットランド啓蒙運動（en:Scottish Enlightenment）の中で、大学が法規を教授し、スコットランド法は再活性化された。ロンドンへの立法権の移転および貴族院（現在は連合王国最高裁判所）への上訴制度の導入により、イングランドによるさらなる影響がもたらされた。議会制定法によって、イングランドとスコットランドの双方に適用される統一された制定法が作られるようになり、特に実利的な理由から適合性が必要とみられる場合が特にそうであった（1893年物品売買法（en:Sale of Goods Act 1893）など）。イングランドの裁判官によって上訴に対する判決がなされることで、域外の制度に対する上訴について不安が持たれたため、19世紀後期にはスコットランド常任上訴貴族（en:Scottish Lords of Appeal in Ordinary）の選任が認められた。同時に、一連の事件によって、刑事上級裁判所（High Court of Justiciary）から貴族院への上訴はなされないことが明らかになった。今日においては、連合王国最高裁判所は、通常、少なくとも2名のスコットランドの裁判官を擁し、スコットランドからの上訴についてスコットランドでの経験を生かすことを確保している。
スコットランド法は、20世紀においても変化し発展し続けてきており、最も重要な変化は 権限委譲とスコットランド議会（Scottish Parliament）の設置によるものである。

### 影響源
初期のスコットランド法を編集したRegiam Majestatemは、グランヴィルによるイングランド法の論文に重く基礎を置いていたが、さらに大陸法や封建法、カノン法、慣習法および現地スコットランドの制定法の要素をも含んでいた。ローマ法によるスコットランド法に対する一定の間接的な影響はあり、これは教会裁判所で用いられた大陸法およびカノン法を通じたものであったが、15世紀半ばころまではローマ法の直接的な影響はごくわずかであった。その後、ローマ法はしばしば法廷の弁論において、紛争を解決するための現地スコットランドのルールが欠けている場合に、適応させた形で採用されるようになった。ローマ法は、こうして部分的にスコットランド法に受容された。
1707年連合法（en:Acts of Union 1707）以降、スコットランドは連合王国の他の地域と立法府を共通とするようになった。スコットランドはイングランドおよびウェールズとは基本的に異なる法体系を維持したが、この連合により、イングランドの影響がスコットランド法に及ぶようになった。近年においては、スコットランド法に影響を及ぼしてきたものとして、EU法（欧州連合基本条約に基づく）、欧州人権条約（欧州評議会の加盟国により締結）の要請、およびスコットランド議会（Scottish Parliament）の設置がある。スコットランド議会は、その立法権限が及ぶ分野について制定法を議決することができ、その詳細は1998年スコットランド法（en:Scotland Act 1998）において規定されている。

## 法源

### 制定法
連合王国議会はスコットランドのためにあらゆる事項について制定法を議決することができるが、スウル慣例（en:Sewel convention）により、委譲事項についてはスコットランド議会（Scottish Parliament）の同意なくこれを行うことはない。1998年人権法（en:Human Rights Act 1998）、1998年スコットランド法（en:Scotland Act 1998）および1972年欧州共同体法（en:European Communities Act 1972）はスコットランド法において特別の地位を有する。現代の制定法はそれがスコットランドに適用がある旨を明示し、その法体系の独特の要素を考慮した特別な文言を規定することがある。制定法は、法律となる前に女王による裁可（en:Royal Assent）を受けねばならないが、これは現在では形式的な手続で自動的になされる。連合王国議会による立法は、裁判所による審査には服さない。議会が最高の法的権限を有するためである。しかしながら、実務上、議会は、1998年人権法（en:Human Rights Act 1998）またはEU法に反する立法は、技術的には可能ではあるものの、行おうとはしない。議会が主権を放棄した程度については、連合王国と欧州連合の関係がどうあるべきかに一般的に関連する議論における1つの論点である。連合王国議会の法律は、さらに、通常、大臣（Minister of the Crown）やその他の機関に対してstatutory instrumentと呼ばれる制定法を定める権限を委任することがある。この制定法は、そのように意図されている限り、スコットランドにおいても法的効力を有する。
スコットランド議会（Scottish Parliament）は委譲を受けた一院制の立法府であり、その立法権限に属する事項について、スコットランドのみに影響する制定法を議決する権能を有する。スコットランド議会により議決された制定法もまた、1998年人権法（en:Human Rights Act 1998）およびEU法を遵守せねばならず、そうでない場合には、民事上級裁判所（en:Court of Session）または刑事上級裁判所（en:High Court of Justiciary）は、「権限踰越（ultra vires）」を理由として当該制定法を無効とする権限を有する。そのような根拠に基づいてスコットランド議会の制定法の効力が争われた顕著な事例はいくつも存在しており、例えば、2002年野生哺乳類保護（スコットランド）法（en:Protection of Wild Mammals (Scotland) Act 2002）について、利益団体が狐狩りの禁止は人権侵害であると主張したが、これは認められなかった。スコットランド議会の議決する制定法もまた国王の裁可（en:Royal  Assent）を要するが、これは、連合王国議会の場合と同様に、自動的に与えられる
。
1707年より前のスコットランド王国により議決された制定法はスコットランドにおいてなお法的効力を有しているが、廃止されていない制定法の数は限定的である。例としては、金山および銀山は女王の財産とする1424年王領鉱山法（en:Royal Mines Act 1424）や、今日でもなお財産法の事件では依拠される1449年賃貸借法（Leases Act 1449）がある。
欧州議会と欧州連合理事会もまた、欧州連合の機能に関する条約に基づいて指定された事項の範囲において、スコットランドに対して直接的効力（en:direct effect）を有する制定法を定める権能を有している。また、全階層のスコットランドの裁判所は、EU法を執行しなければならない。欧州連合司法裁判所のみが、欧州議会および欧州連合理事会による制定法の管轄権について法的審査を行う権限を有する。欧州連合の制定法が無効とされるのは、それが欧州基本条約もしくはその精神に違反する場合か、「権限踰越（ultra vires）」の場合か、または制定のための適式な手続が執られていない場合である。
スコットランド法の一部を形成する制定法を、民法典と混同してはならない。法を包括的に詳述する試みはなされていないのである。制定法は数多くの法源の1つでしかない。

### コモン・ロー
コモン・ローはスコットランドにおける重要な法源であり、特に刑法では多くの判例が発展しており、多くの犯罪（謀殺など）は法典化されていない。スコットランドにおけるコモン・ローの源は、スコットランドの裁判所の判決と、連合王国最高裁判所（前身である貴族院を含む。）の一部の判決である。民事について最高裁判所の判決がスコットランドの裁判所を拘束する程度については議論がある。特に、当該判決が他の法域からもたらされた事件に関する場合がそうであるが、スコットランドからの上訴に対する最高裁判所の判決については拘束力のある先例であるとされている。刑事事件については、最上級審裁判所は刑事上級裁判所（en:Court of Justiciary）であり、したがってスコットランドにおける刑法に関するコモン・ローは、ほとんどスコットランドのみにおいて発展してきた。欧州人権裁判所および欧州連合司法裁判所もまた欧州人権条約およびEU法のそれぞれの解釈においてコモン・ローに寄与する。
スコットランドのコモン・ローは、歴史的起源を異にするイングランドのコモン・ローと混同されてはならない。スコットランドのコモン・ローの歴史的起源は、この領域に居住していた異なる諸文化の慣習法であり、これがスコットランド王によって封建的概念と共に混合され、独自のコモン・ローを形成したのである。
イングランドで学んだ裁判官による連合王国最高裁判所（かつては貴族院）の判決を通じたスコットランドのコモン・ローへの影響は時として相当程度のものであり、特に実利的理由から連合王国全体について適合性が求められる法分野についてはそうである。この結果、スコットランドのコモン・ローの歪んだ解釈を伴う判決がなされており、例えば、 「スミス対スコットランド銀行」がそうである。

### 学術書

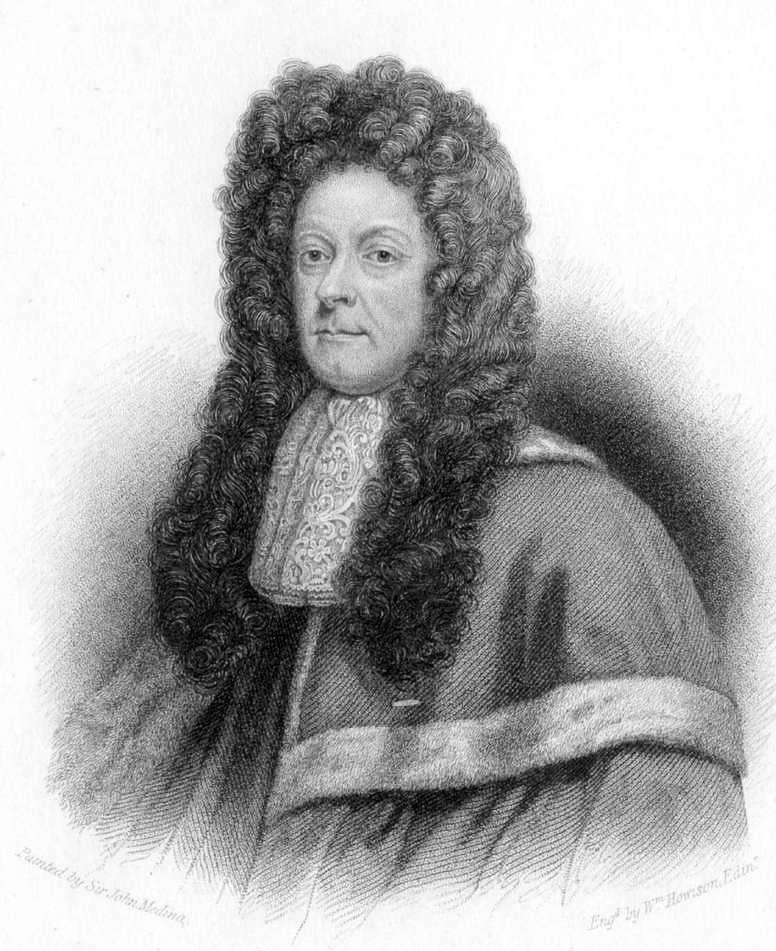
ステアー子爵サー・ジェームズ・ダルリンプル

「体系的・権威的著者（institutional writers）」と呼ばれる学術著述家によるいくつもの著作が、少なくとも19世紀以降はスコットランドにおける正式な法源とされている。具体的にどの著者と著作が該当するのかや、これに追加があり得るのかは、1つの論点である。一般的に「権威的体系書（institutional works）」として受け入れられているものを以下に列挙する。
- サー・トマス・クレイグ・オブ・リッカートンの[56] Jus Feudale (1603)
- ステアー子爵サー・ジェームズ・ダルリンプルの Institutions of the law of Scotland (1681)
- バンクトン男爵アンドリュー・マクドゥオールの An Institute of the Laws of Scotland (1751–1753)
- ジョン・アースキン・オブ・カーノックのAn Institute of the Law of Scotland (1773)
- ジョージ・ジョゼフ・ベルの Commentaries on the Law of Scotland and on the Principles of Mercantile Jurisprudence (1804) および Principles of the Law of Scotland (1829)

解説者によっては、以下の著作を含むと考える者もいる。
- サー・ジョージ・マッケンジー・オブ・ローズハウのThe Institutions of the Law of Scotland (1684)
- ジョン・アースキン・オブ・カーノックの Principles of the Law of Scotland (1754)
- ケイムズ男爵ヘンリー・ホームの Principles of Equity (1760)

体系的・権威的著者の権威の認定は、先例拘束性（en:stare decisis）の19世紀における重要性とともに徐々に発展してきた。これらの著作の権威の程度は明確ではない。エディンバラ大学教授サー・トーマス・スミスの見解によれば、「体系的・権威的著者の権威は、民事上級裁判所（Court of Session）内院（Inner House）のいずれかの部（Division）の判決のそれと概ね同程度である」。

### 慣習
体系的・権威的著者であるジョン・アースキン・オブ・カーノックは、法的慣習を「that which, without any express enactment by the supreme power, derives force from its tacit consent; which consent is presumed from the inveterate or immemorial usage of the community（最高権力による明示的な立法なく黙示の同意から効力を導き出すものであって、かかる同意はその共同体における常習的な古来の慣用から推測されるもの）」と説明する。スコットランドにおける法的監修は今日においてはほとんど歴史的な役割を果たすに過ぎない。制定法や19世紀の体系的・権威的著者の権威の発展によって徐々に浸食されてきたためである。スコットランドにおいてなお存続する例としては、オークニーおよびシェトランドにおけるウダル法（en:Udal law）の影響がある。しかしながら、その重要性はほぼ歴史的なものであり、慣習法を引用した最後の判決は1890年のものである。

## 法制度

### 行政

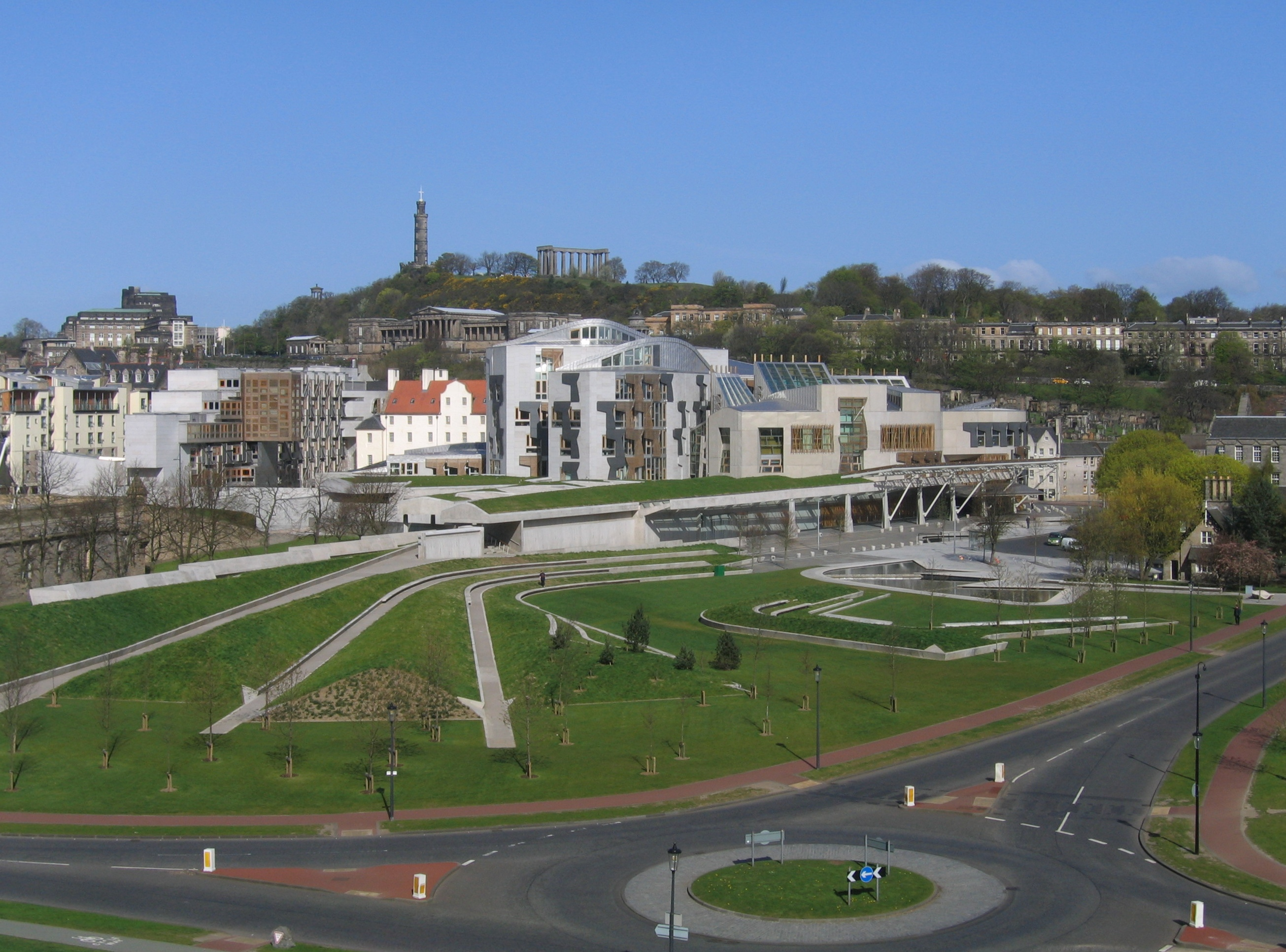
エディンバラにあるスコットランド議会は、スコットランドのために立法を行う権能を委譲されている。

スコットランド政府（Scottish Government）は、首席大臣（First Minister）を長としており、その責務は、政策の立案とスコットランド議会（Scottish Parliament）の議決した法律の実施である。スコットランド議会がその議員の中から指名した1名が女王により首席大臣に任命される。首席大臣を補佐するのが、それぞれの担当と権限を有する様々な閣内大臣（Cabinet Secretaries）であり、彼らは議会の承認を得て首席大臣により任命される。スコットランドの閣外大臣（Junior Ministers）は同様に閣内大臣の職務を補佐するために任命される。スコットランド法務官（Scottish Law Officers）、すなわち法務長官（Lord Advocate）および法務次官（Solicitor General）は議会の議員でない者からも任命することができるが、議会の承認は要する。首席大臣、閣内大臣およびスコットランド法務官は、スコットランド政府の構成員である。彼らを総称して「スコットランド諸大臣（Scottish Ministers）」という。
スコットランド政府はスコットランドの法体系について執行面で責任を負っており、その機能は司法大臣（Cabinet Secretary for Justice）によって行使される。司法大臣が政治的に責任を負う分野は、警察活動、法執行、スコットランドの裁判所、スコットランド刑務所庁（Scottish Prison Service）、消防、災害および民事司法である。

### 立法
スコットランド法の多くの分野は、連合王国議会から委譲を受けた事項についてスコットランド議会（Scottish Parliament）によって立法されている。スコットランド議会が管轄権を有するスコットランド法の分野としては、とりわけ、保健、教育、刑事司法、地方自治、環境および民事司法がある。しかしながら、一定の権能はウェストミンスターに留保されており、例えば、防衛、国際関係、財政・経済政策、薬物法,および放送がそうである。スコットランド議会もまた、限定された増税する権能を有している。連合王国議会はスコットランドのための立法を行う完全な権能を有しているが、スウル慣例（en:Sewel convention）により、委譲事項についてはスコットランド議会の合意なく立法を行うことはない。

### 司法

#### 刑事裁判所

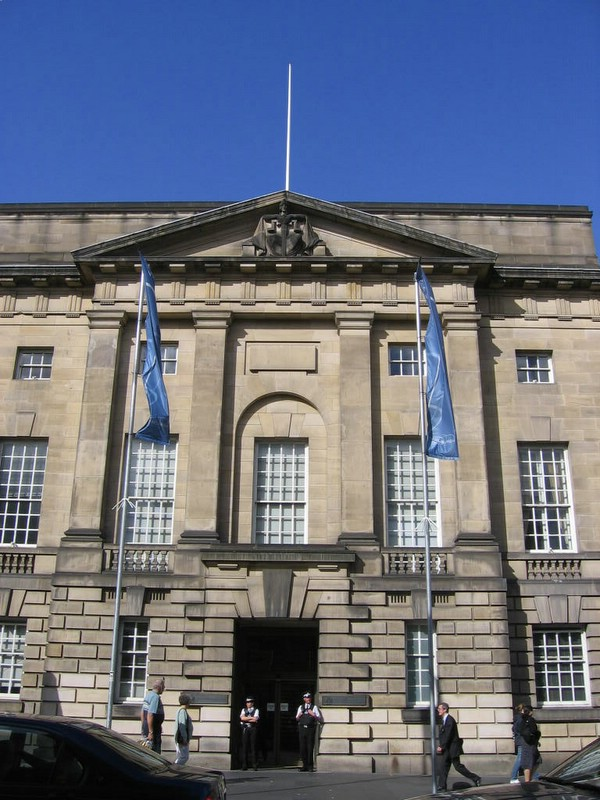
刑事上級裁判所

重大性の低い犯罪は、略式手続に付されるが、これを執り行うのは治安判事裁判所（en:Justice of the Peace Court）である。通常の治安判事が課し得る刑罰の上限は、60日間の拘禁または2,500ポンド以下の罰金である。
州裁判所（en:Sheriff Court）は各地域の刑事裁判所で、略式手続（summary procedure）および正式手続（solemn procedure）の事件を取り扱う。事件を審理するのは、州裁判所判事（Sheriff）か州裁判所判事と陪審である。州裁判所が課し得る刑罰の上限は、州裁判所判事のみによる審理の場合は、12ヶ月の拘禁または10,000ポンド以下の罰金である。州裁判所判事と陪審により審理される事件となると、5年間の拘禁または無制限の罰金となる。  
より重大な犯罪および州裁判所からの上訴について審理を行うのは刑事上級裁判所（en:High Court of Justiciary）である。刑事事件については、刑法の点に関して連合王国最高裁判所に対して上訴することはできない。被告人によって欧州人権条約またはEU法への違反が主張される事件については、主張される違反について裁判を行うため、連合王国最高裁判所に付託されまたは上訴することができる。これらの事件においては、連合王国最高裁判所は、2009年以降に貴族院と枢密院の司法機能を引き継いだ最上級の民事裁判所としての貴族院の継承者である。刑事事件からの連合王国最高裁判所への上訴については、被告人の（刑法に直接関わる点ではなく）民法上の権利が取り扱われる。もっとも、1998年人権法（en:Human Rights Act 1998）により求められる公正な裁判を受ける権利の侵害ということになれば、上訴が認められれば、先行する刑事裁判を無効とすることも可能である。
注意すべき点として、裸の「最高裁判所（Supreme Court(s)）」という言葉は、しばしば、民事上級裁判所（Court of Session）および/または刑事上訴院（Court of Criminal Appeal）を指すことがある。エディンバラのパーラメント・スクウェア（Parliament Square）にある裁判所の入り口で標識に示されている場合などがそうである。

#### 民事裁判所
州裁判所（en:Sheriff Court）はさらに各地域の民事裁判所でもあり、多くの事件を取り扱うが、特に複雑または高額な事件は除かれる。州裁判所の判決に対する上訴は、上席州裁判所判事（en:Sheriff principal）、続いて民事上訴裁判所（en:Court of Session）内院（en:Inner House）、そして最後に連合王国最高裁判所に対してなされる。
複雑または高額な事件は、第一審については、民事上訴裁判所（en:Court of Session）外院（en:Outer House）により審理され得る。外院の判決に対する上訴は、民事上訴裁判所（en:Court of Session）内院（en:Inner House）、続いて連合王国最高裁判所に対してなされる。
スコットランドの裁判所は、EU法に関連する事件については、欧州連合司法裁判所に対して先決判決の付託（reference for a preliminary ruling）を行うことができる

#### 特別裁判所
このほか、特別な種類の紛争を審理するために創設された数多くの特別な裁判所および審判所が存在する。例えば、少年審理手続、スコットランド土地審判所（en:Lands Tribunal for Scotland）、スコットランド土地裁判所（en:Scottish Land Court）およびライアン裁判所（紋章に関する裁判を取り扱う）がある。雇用上訴審判所（en:Employment Appeal Tribunal）のような法域横断的な審判所も存在する。

### 法曹
スコットランドの法曹は、2つに大別される。法廷弁護士 (Advocate)と事務弁護士（Solicitor）である。
法廷弁護士は、イングランドの法廷弁護士（Barrister）に相当し、その所属する法廷弁護士会（en:Faculty of Advocates）によって下級法廷弁護士（junior cousel）と上級法廷弁護士（senior counsel）が区別されており、後者は勅選法廷弁護士（en:Queen’s Counsel）に指定される。法廷弁護士の職務は、ほぼ排他的な法廷弁論権を伴うスコットランドの裁判所および審判所に対する事件の提起と、法律意見の表明である。法廷弁護士は、通常、依頼者からは事務弁護士を通じて間接的に指図を受けるが、多くの状況において、一定の専門家団体の会員から直接に指図を受けることもできる。
事務弁護士は、スコットランド事務弁護士会（en:Law Society of Scotland）の会員であり、あらゆる種類の法律事務について依頼者を直接に相手とする。多くの場合に事務弁護士はその依頼者の事件を裁判所に提起するところ、事務弁護士は伝統的には上級裁判所において出廷権を有しなかったが、1992年からは申請によりその権利を拡大して法廷弁論権付事務弁護士（en:Solicitor Advocate）となることが可能となった。事務弁護士はまた、公証人（notary public）となる機会も有している。スコットランドの公証人は、大陸諸国の公証人とは異なり、別の職業団体の会員というわけではない。多くの事務弁護士は公証人となるが、公証人は事務弁護士でなければならず独立して業務を行うことはできない。

## 法分野
スコットランド法は、大別すると、私法（人々の間の関係を規律する諸法）と公法（国家と人民との間の関係を規律する諸法）に分かれる。私法はをさらに分類すると、人事法（law of persons）、債権法（law of obligations）、財産法（law of property）、訴権法（law of actions）および国際私法（private international law）がある。公法の主要な分野は憲法（constitutional law）、行政法（administrative law）および手続法（procedure）である。

### 私法
- 破産（Bankruptcy）
- 会社（Company） / パートナーシップ（Partnership）
- 契約（Contract）
- 不法行為（Delict）
- 労働（Employment）
- 親族（Family）
- 相続（Inheritance）
- 約束（Promise）
- 財産（Property）
- 信託（Trusts）

### 公法
- 行政（Administrative）
- 民事手続（Civil procedure）
- 憲法（Constitutional）
- 刑法（Criminal）
- 租税（Tax）